# 萊蒙德鎮區 (明尼蘇達州斯蒂爾縣)
萊蒙德鎮區（英語：Lemond Township）是位於美國明尼蘇達州斯蒂爾縣的一個行政鎮區，於1858年設立。

## 地方資料
萊蒙德鎮區的面積為93.42平方千米，當中陸地面積為93.36平方千米，而水域面積為0.06平方千米。根據2020年美國人口普查的數據，當地共有人口503人，而人口密度為每平方千米5.38人。